# Уральський (Сарапульський район)
Ура́льський (рос. Уральский) — село в Сарапульському районі Удмуртії, Росія.
Урбаноніми:
- вулиці — Вокзальна, Залізнична, Лісова, Мельнична, Набережна, Південна, Польова 1-а, Польова 2-а, Польова 3-я, Радянська, Садова, Соскова, Соснова, Торгова
- провулки — Західний, Східний

## Населення
Населення становить 1850 осіб (2010, 2054 у 2002).
Національний склад (2002):
- росіяни — 65 %